# Elatostema rostratum
Elatostema rostratum är en nässelväxtart som först beskrevs av Carl Ludwig von Blume, och fick sitt nu gällande namn av Hassk, H. Schröter. Elatostema rostratum ingår i släktet Elatostema och familjen nässelväxter. Inga underarter finns listade i Catalogue of Life.